# Larva (sèrie de televisió)
Larva és una sèrie de televisió d'animació informàtica de comèdia slapstick creada per Tuba Entertainment a Seül, Corea del Sud. La primera temporada va ser emesa el 2011. Aquest dibuix animat mostra dues larves com a personatges principals, Red i Yellow. Netflix va produir una sèrie seqüela anomenada Larva Island, llençada el 2018.

## Producció
Larva fou llançat per TUBA Entertainment en 2011. Els responsables darrere d'aquest projecte eren el director Maeng Joo-gong i els artistes de guió Ahn Byoung-wook i Kang Min-seong. Els productors pretengueren crear uns dibuixos animats que apel·laren a una audiència ampla en qüestió d'edats. La sèrie debutà al canal nacional, KBS i a la televisió per cable amb episodis curts que duraven noranta segons. Ràpidament agafà fama, i fins al setembre de 2015 va ser venuda a més de quaranta països, incloent Canal Plus a França, a més de contractes de marxandatge tenint lloc a Taiwan, Alemanya, Turquia i Xile, entre d'altres. Els creadors obtingueren 1 milió de dollars en royalties en els primers tres mesos de llançament de marxandatge, incloent joguets i productes estacionaris.